# Анка
Анка је женско име које се најчешће јавља у Немачкој и Пољској, али је присутно и у Србији, Бугарској и Хрватској. Потиче из хебрејског језика и има значење „милост“. У Србији је ово име изведено од имена Ана, а у другим земљама је деминутив од Anna.

## Популарност
У Словенији је ово име 2007. било на 184. месту по популарности.

## Занимљивости
- Ово име постоји и на језику Абориџина и истоветно је називу аустралијске врсте рибе Lates calcarifer[5].
- У делу Бранислава Нушића „Госпођа министарка“, један од главних женских ликова носи име Анка.